# Federico Seneca
Federico Seneca (* 9. Oktober 1923 in Udine; † 26. August 2019 in Padua) war ein italienischer Historiker.

## Leben
Seneca schloss sein Studium der Geschichte am 5. November 1946 bei Roberto Cessi mit der Abschlussarbeit Le origini della Marca friulana ab. Bereits am 1. März 1948 wurde er ebenfalls in Philosophie promoviert, dies bei Luigi Stefanini. Darin lautete sein Thema: La democrazia nelle dottrine politiche del Medioevo.
Unmittelbar danach begann seine akademische Karriere an der Universität Padua. Ab 1955 lehrte er Mittelalterliche Geschichte, wurde Assistent am Lehrstuhl Cessi, der zugleich in Venedig lehrte. Die Ausschreibung um den Lehrstuhl für Moderne Geschichte gewann er 1964. Er lehrte von 1955 bis 1973 an der Facoltà di Magistero und von 1973 bis 1993 an der Facoltà di Lettere.
Bei Roberto Cessi folgte er dessen rigorosem Studium der Quellen, vor allem für das spätmittelalterliche und frühneuzeitliche Friaul, dann zum Venedig der Renaissance und der jüngeren Geschichte, vorrangig mit Blick auf Politik und Diplomatie.
Von 1969 bis 2010 war er Präsident der Deputazione di Storia Patria per le Venezie, ein Amt, in dem er Cessi folgte, und in dem Historiker wie Vittorio Lazzarini, Gino Luzzatto, Carlo Cipolla oder Rinaldo Fulin gewirkt hatten. Im Mittelpunkt seiner publizistischen Tätigkeit stand die Fachzeitschrift des Instituts, das Archivio Veneto. Die Kandidatur Senecas wurde vom Vorstand der Deputazione unterstützt, weil Seneca 1969 als Garant für die Kontinuität der Traditionen der Vereinigung in Zeiten gravierender Veränderungen galt.
Seneca war Mitglied in zahlreichen Wissenschaftsvereinigungen, darunter dem Istituto Veneto di Scienze, Lettere ed Arti, der Accademia Roveretana degli Agiati und der Società di Studi Trentini di Scienze Storiche.

## Werke (Auswahl)
- L’intervento veneto-carrarese nella crisi friulana. 1384–1389, in: Studi di storia padovana e veneta, hrsg. von Paolo Sambin, Federico Seneca, Maria Cessi Drudi, Deputazione di Storia Patria per le Venezie, Venedig 1952.
- La fine del patriarcato aquileiese. 1748–1751, in: Paolo Sambin, Federico Seneca (Hrsg.): Saggi di storia ecclesiastica veneta, Deputazione di Storia Patria per le Venezie, Venedig 1954.
- La politica veneziana dopo l’interdetto, Liviana, Padua 1957.
- Il doge Leonardo Donà. La sua vita e la sua preparazione politica prima del dogado, Antenore, Padua 1959.
- Venezia e papa Giulio II, Liviana, Padua 1962.